# 伊蘭杜巴
03°17′06″S 60°11′09″W / 3.28500°S 60.18583°W

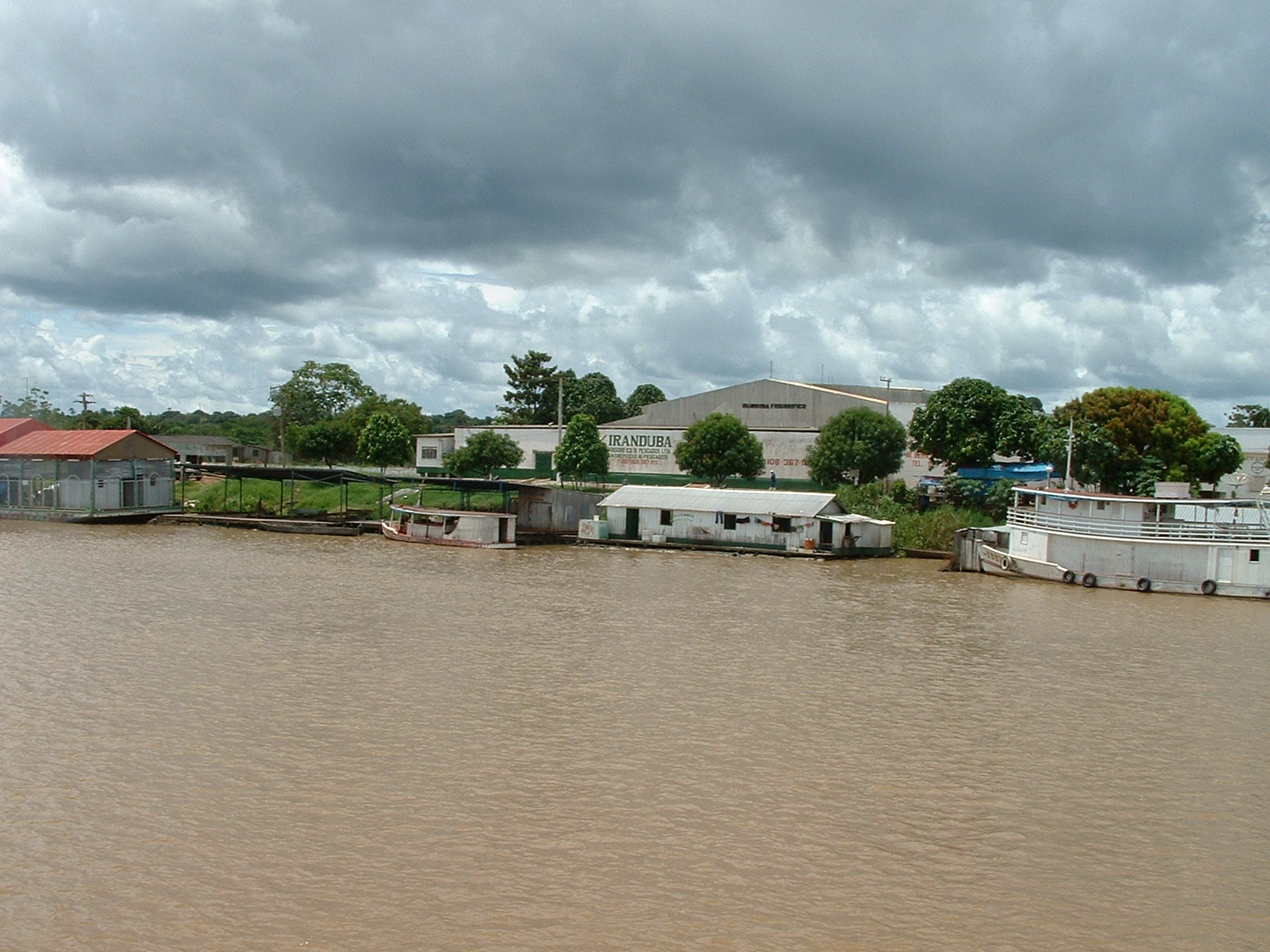
伊蘭杜巴

伊蘭杜巴（葡萄牙語：Iranduba）是巴西的城鎮，位於該國北部，由亞馬遜州負責管轄，始建於1981年2月10日，面積2,215平方公里，海拔高度92米，2012年人口41,947，人口密度每平方公里18.94人。